# The Waterboys
The Waterboys er en gruppe dannet i 1983 af Mike Scott. Gruppens nuværende og tidligere medlemmer har primært bestået af musikere fra Skotland og Irland, mens London, Dublin, Spiddal, New York og Findhorn alle har fungeret som gruppens hjemstavn. Over 70 musikere har optrådt med gruppen.
Gruppens musik har bestået af en række forskellige stilarter, men oftest kan den beskrives som en blanding af keltisk folkemusik og rock and roll, eller folkrock.
Efter ti år med indspilninger og turnéer, gik gruppen i opløsning i 1993, og Scott begyndte på en solokarriere. Gruppen blev gendannet i 2000, og udgiver stadig albummer og turnerer over hele verden. Scott selv lægger vægt på en kontinuitet mellem The Waterboys og hans soloarbejde: "For mig er der ingen forskel på Mike Scott og The Waterboys; de betyder begge det samme. De betyder mig selv og hvem der ellers måtte være mine musikalske medrejsende."
Waterboys tidlige musikalske lydbillede blev navngivet "The Big Music" (den store musik) efter en sang på deres andet album, A Pagan Place. Den musikalske stil beskrives af Scott som "et metafor for at se Guds fingeraftryk i verden." Det enten påvirkede eller blev brugt til at beskrive en række andre grupper, blandt andre Simple Minds, The Alarm, In Tua Nua, Big Country, Hothouse Flowers og World Party, hvor sidstnævnte består af tidligere medlemmer af Waterboys. I slutningen af 1980'erne blev gruppen betydeligt mere påvirket af folkemusikken. Efterhånden vendte gruppen tilbage til rock'n'roll, og har udgivet både rock- og folkemusikalbummer siden gendannelsen. Deres sange, hvor flertallet skrives af Scott, indeholder ofte litterære henvisninger og handler ofte om spiritualitet. Både gruppens og dens medlemmers solokarrierer har fået megen ros fra både rock- og folkemusikkritikere, men The Waterboys har som gruppe aldrig opnået den samme kommercielle succes som nogle af medlemmerne har haft uafhængigt af gruppen. Bortset fra World Party, har The Waterboys også påvirket musikere som Colin Meloy fra The Decembrists, Grant Nicholas fra Feeder og Miles Hunt fra The Wonder Stuff. Herudover er både Bono og The Edge fra U2 fans af gruppen.

## Diskografi
- The Waterboys (1983)
- A Pagan Place (1984)
- This Is the Sea (1985)
- Fisherman's Blues (1988)
- Room to Roam (1990)
- Dream Harder (1993)
- Bring 'Em All In (1995; som Mike Scott)
- Still Burning (1997; som Mike Scott)
- A Rock in the Weary Land (2000)
- Universal Hall (2003)
- Book of Lightning (2007)
- An Appointment with Mr Yeats (2011)
- Modern Blues (2015)
- Out of All This Blue (2017)
- Where the Action Is (2019)
- Good Luck, Seeker (2020)
- All Souls Hill (2022)